# Roberto Tibaldeschi
Roberto Tibaldeschi (Norcia, 1468 – Civitate, 1517) è stato un vescovo cattolico italiano.

## Biografia
Nacque a Norcia da ser Lazzaro Tibaldeschi, notaio di città. Fu mandato a studiare a Roma sotto la protezione di suo zio il senatore Pietro Tibaldeschi (figlio di Giovanni di Norcia). Finiti gli studi, si laureò in giurisprudenza. Tornato a Norcia, prese moglie, sposò la nobildonna Laura di Norcia, dalla quale ebbe un figlio: Giulio Cesare.
Il 15 settembre 1493 fu nominato funzionario papale, giudice e rettore generale di Marittima e Campagna da papa Alessandro VI, sede questa posta a Ferentino.

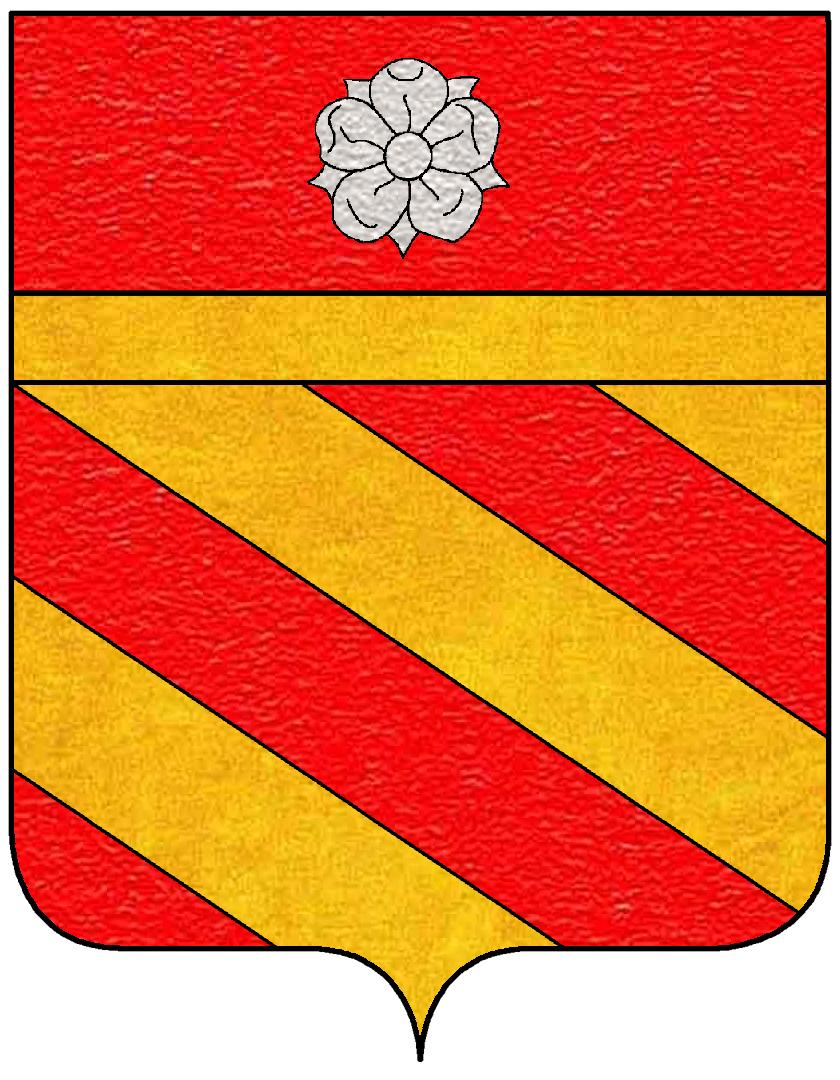
Stemma Tibaldeschi

Si trasferì quindi da Norcia con tutta la sua famiglia in Ferentino. Nel 1503 morì a Ferentino la moglie donna Laura, quindi decise di dedicarsi alla vita ecclesiastica. Nel 1505 papa Giulio II lo nominò vescovo di Civitate nel regno di Napoli. Lo storico Annibale Mariotti, nella sua storia Saggi di memorie istoriche civili ed ecclesiastiche della città di Perugia, lo ricorda così: "Anno 1510 Luglio, Roberto Tebaldino vescovo di Civitate Castellana, (annalis Pellini part. 3 pag. 268). Fu vicelegato; questo fu Roberto Tribaldeschi, o Tebaldeschi romano, ma originario di Norcia, il quale non fu mai vescovo di Civitate Castellana, ma bensì Civitatense, o Civitate nel Regno di Napoli, alla qual Chiesa fu eletto il 23 giugno 1505 (Ughelli Ital. sacr. in Episc. Civitatensibus num. 23 op. T. VIII. col. 273). Nel V registro de' Brevi della cancelleria Decemvirale al foglio 34 sono registrate alcune leggi da lui fatte pel Governo del Magistrato il di primo Aprile 1512, e in essa s'intitola Vescovo Civitatense, e Vicelegato del Cardinal di Pavia Legato di Perugia. Questo Roberto, prima di essere Ecclesiastico aveva avuto moglie, e da questo matrimonio ebbe Giulio Cesare Dottore, il quale prese per moglie nel 1514 Lorenza figlia di Pietro Paolo Giocchi del Monte San Savino, come costa da Istrumento rogato da Dario di Ridolfi Costanzi, sotto il di 9 Ottobre 1514 nell'Archivio Perugino. In una sentenza di esso data il 7 Ottobre 1512, s'intitola Reverendissimi Domini a tit. S. Vitale Presb. Card. Papiens Perusiae ec. Legati da Latere Locumtenens Generalis (matric. de' Pollajoli a cart. 53).
Nel 1508 papa Giulio II lo nominò governatore di Benevento e dopo due anni lo inviò come vicelegato pontificio di Perugia, sotto la legazione del cardinale Antonio Maria Ciocchi del Monte. Si fece subito apprezzare dal cardinale, tant'è che questi per la stima che nutriva in lui, diede in sposa una sua nipote Lorenza (figlia di Pierpaolo Ciocchi del Monte, fratello del cardinale) a suo figlio Giulio Cesare, il quale seguì il padre a Perugia, laureandosi in medicina. Questo matrimonio come accennato fu organizzato dallo zio di Lorenza, il quale lo celebrò nel 1514 nella cattedrale di San Lorenzo (Perugia). Nel 1515, con bolla di papa Leone X, fu incaricato di compiere una delicata indagine sui presunti malcostumi e le abitudini delle monache dell'ex convento di San Francesco (Offida). 
Morì nel 1517 nella sua sede episcopale di Civitate. 